# عثمان سو
عثمان سو (بالسويدية: Osman Sow)‏ (22 أبريل 1990 بستوكهولم في السويد - ) هو لاعب كرة قدم سويدي في مركز الهجوم. لعب مع كريستال بالاس ونادي داسيا كيشيناو ونادي سيريانسكا ونادي هينان جيانيي وهارت أوف ميدلوثيان وFoC Farsta FF ‏ ونادي إسكلستونا.

## وصلات خارجية
- عثمان سو على موقع قاعدة بيانات كرة القدم.إي يو (الإنجليزية)
- عثمان سو على موقع Soccerbase.com (لاعب) (الإنجليزية)
- عثمان سو على موقع Soccerway.com (الإنجليزية)
- عثمان سو على موقع عالم كرة القدم.نت (الإنجليزية)
- عثمان سو على موقع AS.com (الإسبانية)